# Sejm silencieux
Le Sejm silencieux (en polonais : Sejm Niemy ; en lituanien : Nebylusis seimas), également connu sous le nom de Sejm muet, est le nom donné à la session de la Diète polono-lituanienne (le Sejm) qui s'est tenue le 1er février 1717 à Varsovie. Le tsar russe Pierre le Grand profite du fait que la République soit agitée par une guerre civile pour intervenir en tant que médiateur. Cet événement marque la fin des tentatives d'Auguste II de Pologne visant à créer une monarchie absolue en Pologne, et le début de l'influence et du contrôle croissants de l'Empire russe sur la Pologne-Lituanie.

## Éléments contextuels

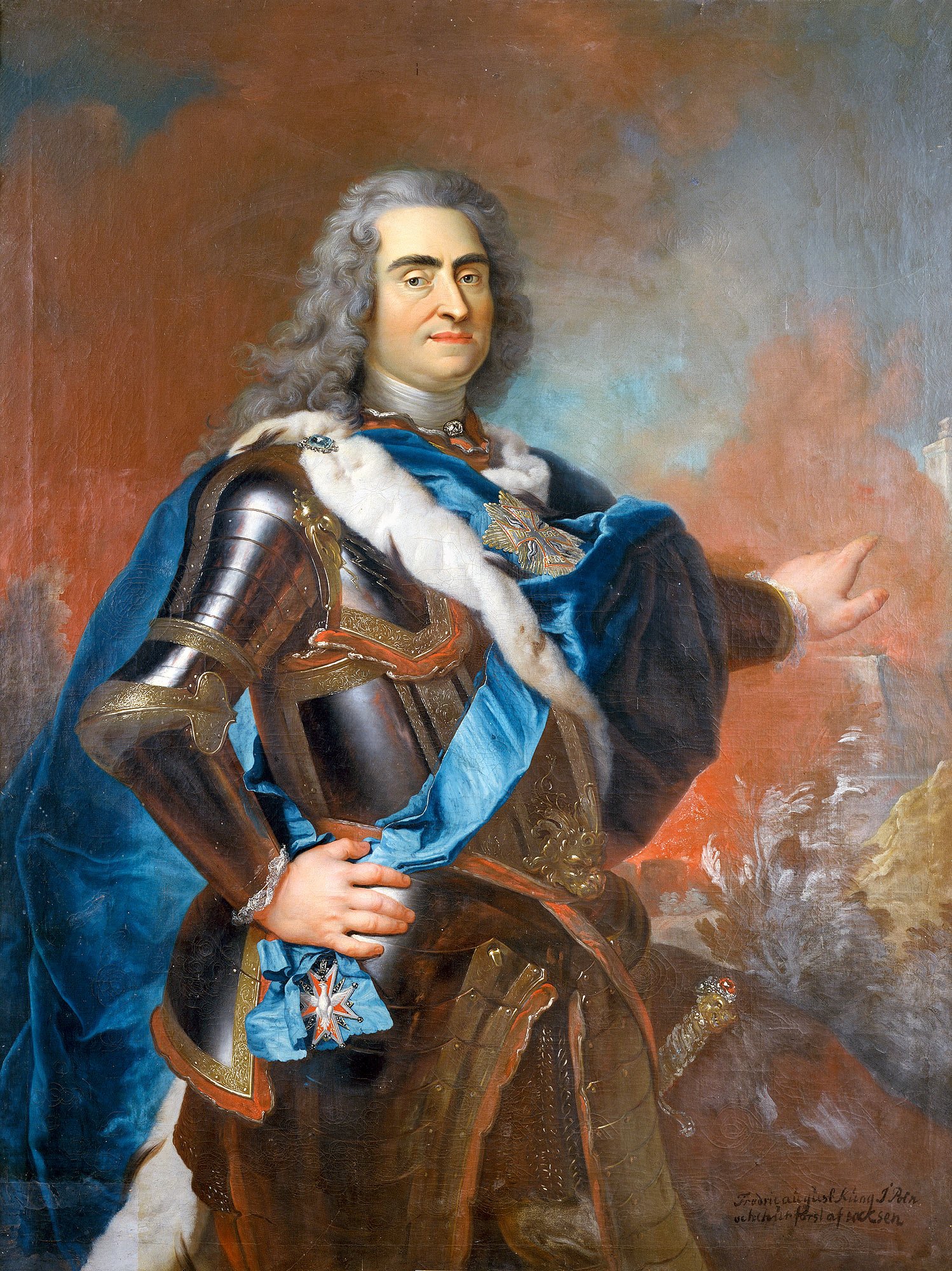
Auguste II de Pologne

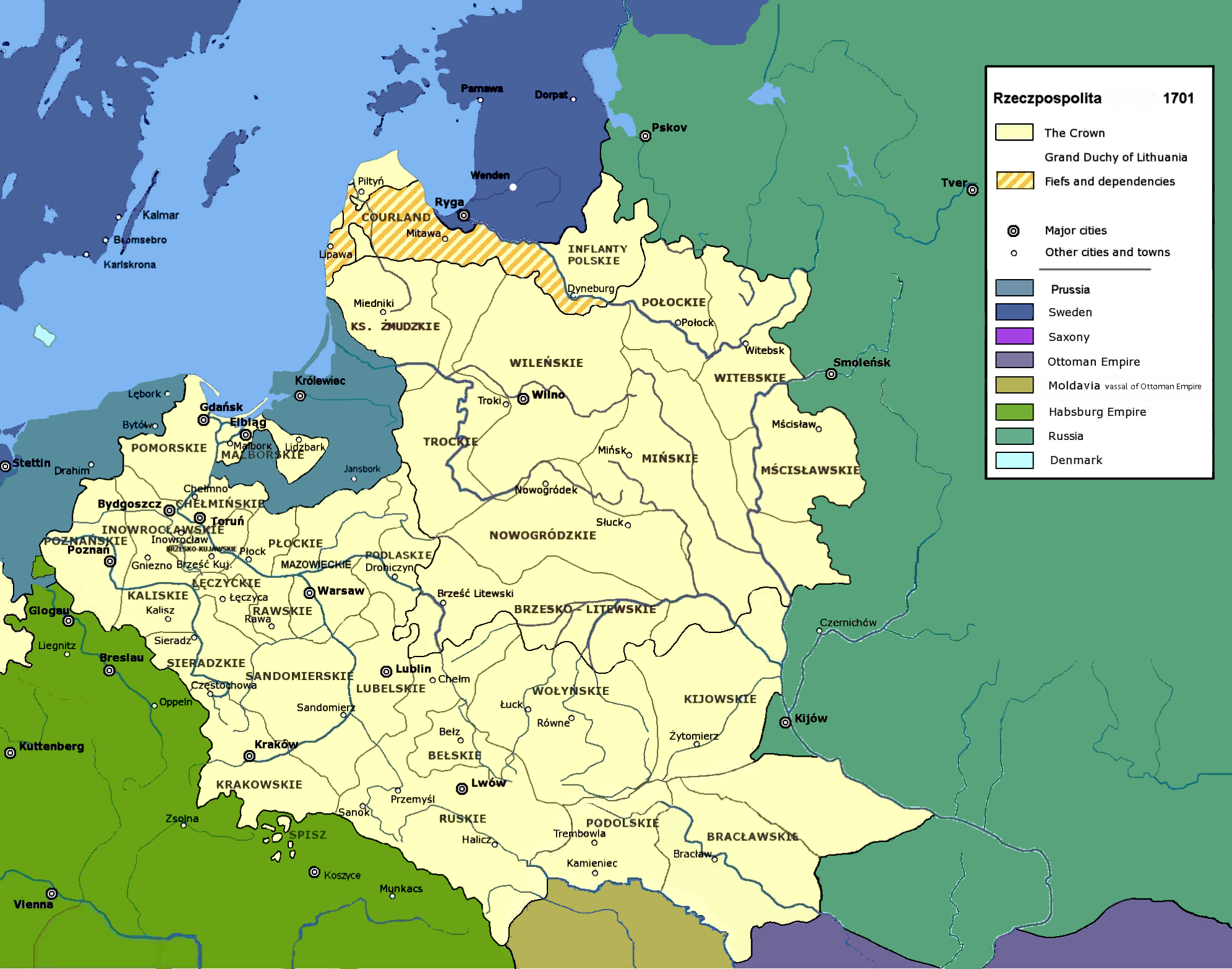
La Pologne-Lituanie en 1701.

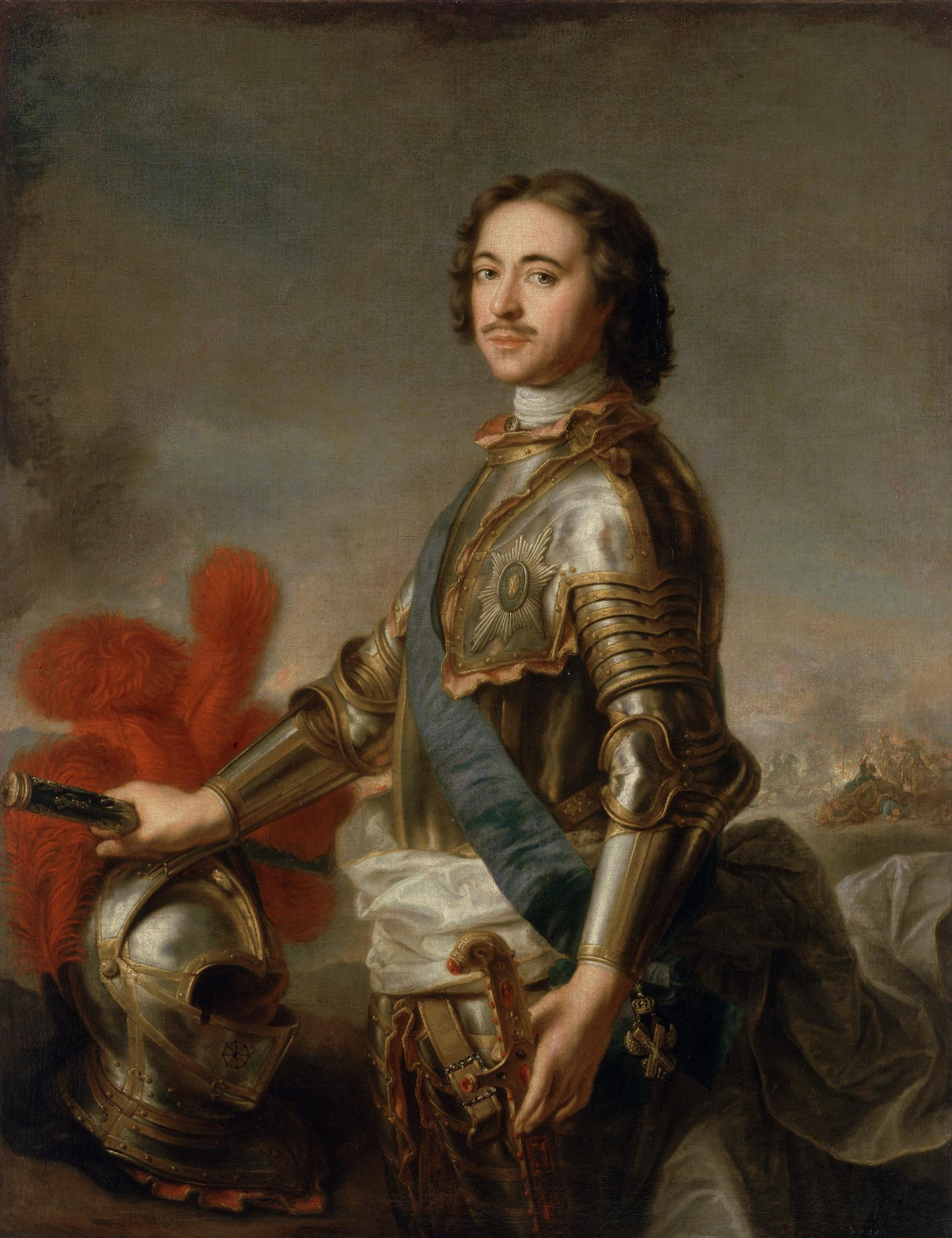
Pierre Ier de Russie.

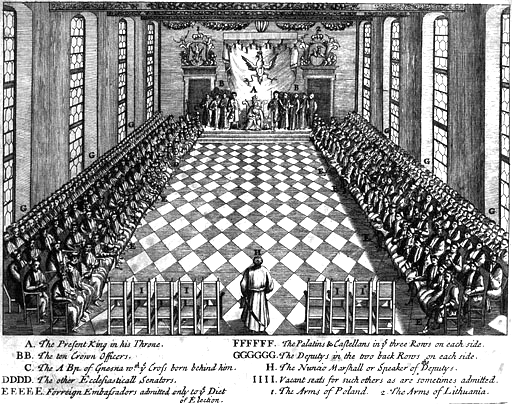
Réunion du Sejm sous le règne d'Auguste II de Pologne.

Auguste II le Fort, prince saxon de la maison Wettin, fut élu sur le trône de Pologne en 1697. Les Saxons, champions de l'absolutisme, tentent de gouverner par l'intimidation et le recours à la force, ce qui conduit à une série de conflits entre partisans et opposants des Wettin (un conflit mettant notamment en scène un autre prétendant au trône polonais, le roi Stanisław Leszczyński). Ces conflits prenaient souvent la forme de confédérations – c'est-à-dire, de rébellions légales dirigées contre le roi, autorisées par les Libertés dorées.
Auguste II voulait renforcer le pouvoir royal dans au sein de la République des Deux Nations et, à cette fin, il fit venir des troupes de Saxe (à l'été 1714, plus de 25 000 soldats saxons se trouvaient à l'intérieur des frontières polono-lituaniennes) — ce qui suscita des tensions importantes en Pologne,. Entre-temps, le conflit grandissant entre Auguste II et la noblesse polonaise (la szlachta) fut exploité par le puissant tsar russe Pierre le Grand, vainqueur de la Grande Guerre du Nord,. À l'époque, la Russie n'était pas encore assez forte pour conquérir et absorber purement et simplement la Pologne-Lituanie, et elle ne pouvait pas non plus en prendre facilement et ouvertement le contrôle, malgré ses dysfonctionnements politiques ; l'« anarchie polonaise » n'était pas facile à gouverner. L’objectif de Pierre était donc d’affaiblir les deux camps et d’empêcher Auguste de renforcer sa position, ce qui, craignait-il, ne conduirait à la résurgence d’un État susceptible de menacer les récents acquis de la Russie et son influence croissante,. Pierre réussit à imposer des conditions (telles que la réduction de la taille de l'armée polono-lituanienne) qui diminuent le statut politique de la République face à la Russie,. Pierre exploite également la politique récente d'Auguste II, visant à réduire le pouvoir des hetmans (commandants militaires polonais en chef), ainsi que l'apparition d'une mauvaise récolte et certaines négociations franco-polonaises, pour attiser l'opposition à Auguste.

## Confédération de Tarnogród
Les nobles, stimulés par les promesses de soutien russes, formèrent la Confédération de Tarnogród (en) le 26 novembre 1715, dont le maréchal était Stanisław Ledóchowski. La Confédération de Tarnogród n'était que la dernière et la plus notable des nombreuses confédérations formées contre Auguste à cette époque. Les Confédérés étaient soutenus par la majeure partie de l'armée polono-lituanienne.
Les Russes entrent alors dans le pays, mais ne participent à aucun engagement majeur. Ils attendent leur heure, alors que Pierre se faisait passer pour le médiateur entre le roi de Pologne-Lituanie et la szlachta,,. Les Russes, au lieu de soutenir les Confédérés, comme promis, préfèrent une position attentiste et tentent d'amener les deux parties à la table des négociations.
La guerre civile a duré un an. Les forces saxonnes sous le commandement de Jacob Heinrich von Flemming, qui bénéficient d'une supériorité militaire, avancent vers le sud-est et prirent Zamość (cette victoire fut cependant moins accomplie par des tactiques militaires que par la diplomatie et la trahison,). Les Confédérés les repoussent alors, entrent en Grande-Pologne et prennent Poznań, bénéficiant du soutien d'une confédération locale et de la Lituanie. Aucune des deux parties n'était cependant en mesure de remporter la victoire et la pression russe s'est accrue ; finalement, les Russes font savoir qu'ils considéreraient toute partie qui refuserait d'entamer des négociations comme un ennemi et qu'ils ouvriraient les hostilités contre eux,. Incapable de vaincre les Confédérés, dont beaucoup considéraient encore Pierre comme le protecteur de leurs droits (et dont certains espéraient qu'Auguste soit destitué), Auguste accepte d'ouvrir les négociations, les Russes agissant comme arbitres,. Ceux-ci étaient représentés par une délégation dirigée par le prince Grigori Dolgoroukov (1657-1723). Un traité de paix entre les Confédérés et les Auguste fut signé le 3 ou le 4 novembre 1716, alors que les relations entre les Confédérés et les Russes se détérioraient. Il apparaît alors de plus en plus clairement que les objectifs des Russes ne sont pas neutres. Finalement, une session du Sejm fut convoquée pour le 1er février 1717.

## Sejm
Pour éviter que le recours au liberum veto ne perturbe les procédures du Sejm, la session a été transformée en un sejm confédéré. Menacé par une forte armée russe, avec des soldats russes « gardant » les débats, le Sejm silencieux doit son nom au fait que seul son président,maréchal du Sejm Stanisław Ledóchowski, et quelques autres députés sélectionnés avaient droit à une voix,,. Les termes du traité entre la Russie et la Pologne ont été conçus par Pierre le Grand lui-même. Le Sejm n’a duré que six heures,.
Y était stipulé que :
- la Confédération de Tarnogród seraient dissoutes[17] ;
- le droit de former d'autres confédérations serait à l'avenir aboli[17],[18] ;
- les libertés dorées sont réaffirmées (en particulier, le veto liberum reste en vigueur)[2],[7],[18] ;
- le roi ne devrait pas emprisonner les gens selon son caprice (réaffirmation du neminem captivabimus (en))[18] ;
- le roi devrait éviter les guerres offensives[17] ;
- la Pologne et la Saxe (la patrie d'Auguste) ne devraient pas interférer dans les affaires intérieures l'une de l'autre (le roi devait éviter les négociations sur les affaires polonaises avec les puissances étrangères (saxonnes))[17] ;
- les hetmans et les sejmiks (parlements locaux) avaient perdu certaines de leurs prérogatives (notamment, les sejmiks ne pouvaient plus modifier la fiscalité locale)[6],[19] ;
- les troupes saxonnes stationnées en Pologne devraient être considérablement limitées en taille (réduites à 1 200 membres de la garde royale, ce qui n'autorisait aucune autre recrue étrangère)[2],[6],[7],[17] ;
- les fonctionnaires saxons devraient être expulsés de Pologne[2] (ou bien leur nombre était limités à six)[17] et le roi ne devrait plus accorder de fonctions supplémentaires aux fonctionnaires étrangers[18] ;
- les droits des protestants en Pologne seraient restreints (certaines églises protestantes devaient être démolies pour punir les « partisans suédois »)[17],[18] ;
- établissement d'une estimation des recettes et dépenses de l'État (en substance, un budget, l'un des premiers en Europe)[20] ;
- établissement d'impôts pour financer l'armée de la République (consommant plus de 90 % des revenus de l'État)[2],[20] ;
- l'armée devrait être cantonnée sur les domaines de la couronne[19] ;
- réduction de l'armée à 24 000 hommes[2] (ou 18 000[20], ou 16 000[21] – les sources varient) pour la Pologne et 6 000 hommes[2] (ou 8 000[21]) pour la Lituanie. Une armée de cette taille était insuffisante pour protéger la République[2],[7],[10] ; le salaire normal d'un soldat signifiait qu'après prise en compte des pensions des officiers et d'autres besoins militaires, l'armée effective était peut-être forte de 12 000 hommes[10], bien plus faible que celle de ses voisins. (À cette époque, l’armée russe comptait 300 000 hommes[22]) ;

Les sources varient quant à savoir si la Russie a été reconnue comme la puissance qui garantirait le règlement ; cette affirmation est faite par Jacek Jędruch et Norman Davies,, mais rejetée par Jacek Staszewski et explicitement signalée comme étant erronée par Zbigniew Wójcik.

## Conséquences et importance
Le Sejm silencieux a marqué la fin des tentatives d'Auguste II de créer une monarchie absolue en Pologne ; il concentra ensuite ses efforts pour garantir la succession de son fils au trône polonais.
Bien que certaines réformes bénéfiques aient été adoptées (telles que l'établissement d'impôts permanents pour l'armée), le Sejm silencieux est considéré négativement par les historiens modernes,,. La réduction de la taille de l'armée et l'établissement de la position de la Russie comme garant du règlement proposé (même s'il était rejeté) ont renforcé l'infériorité militaire de la République par rapport à ses voisins et l'ont de facto placé dans la position d'un protectorat russe,,. Le tsar russe, en tant que garant proposé, disposait désormais d’un prétexte commode pour intervenir à volonté dans la politique polonaise,. Avec une armée réduite, le retrait des troupes saxonnes, et la perte du droit de former des confédérations, la noblesse et le roi auraient eu plus de difficultés à se combattre — ou, et ça n’est pas un hasard, à résister aux forces extérieures. Les troupes russes sont restées stationnées en Pologne pendant deux ans, soutenant l'opposition à Auguste, et la Russie a rapidement conclu un accord avec d'autres puissances pour mettre fin aux nouvelles tentatives polonaises de réforme et de renforcement du pays. Ainsi, le Sejm silencieux est-il considéré comme l'un des premiers précédents de l'Empire russe dictant la politique intérieure polonaise, ainsi que comme un signe avant-courreur des partages de la Pologne. L'historien Norman Davies estime que ce Sejm « a effectivement mis fin à l'indépendance de la Pologne et de la Lituanie ».